# Schiavitù nell'Impero ottomano

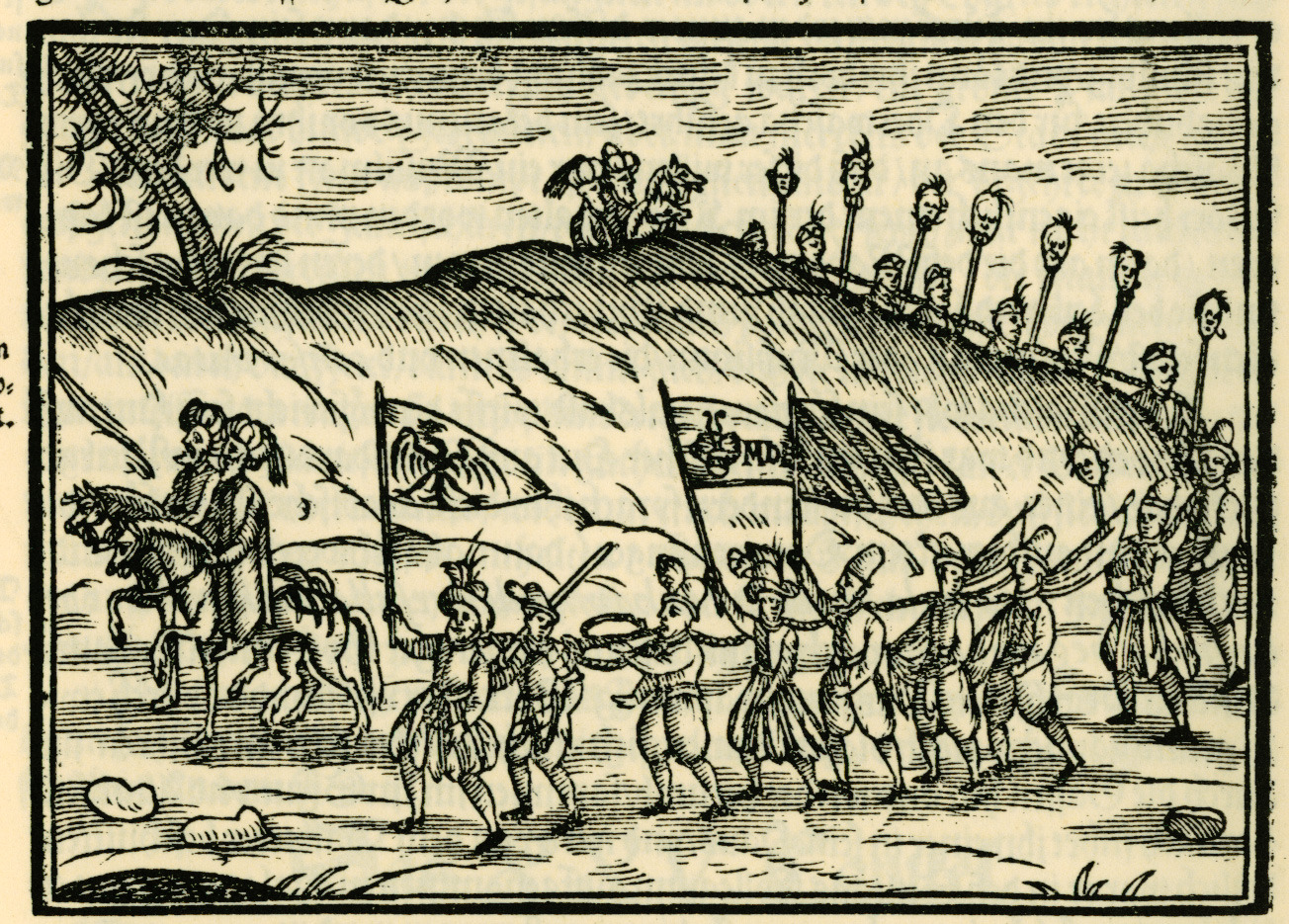
Soldati ottomani con schiavi cristiani quale "bottino di guerra" - ill. dal Diario di Viaggio di Salomon Schweigger del 1578, ed. 1608.

La pratica della schiavitù giocò un ruolo sociale ed economico importantissimo nell'impero ottomano, soprattutto nei secoli XIV e XVII: si stima che nel 1609 un quinto della popolazione di Costantinopoli (odierna Istanbul), capitale dell'Impero, fosse costituita da schiavi e che, tra XV e XVIII secolo, i turchi abbiano importato 2,5 milioni di schiavi dalle piazze del Mar Nero. 
Gli schiavi venivano procacciati dalle spedizioni militari (a seguito delle quali il costo degli schiavi precipitava data l'abbondanza di merce) e/o dalle incursioni ai danni dei paesi europei (Italia, Balcani e Caucaso) e africani (Africa settentrionale). La tratta degli schiavi coinvolgeva attivamente anche popolazioni alleate degli ottomani: i corsari barbareschi, le cui scorrerie, abbinate a quella della marina militare turca, avevano fatto del Mediterraneo un vero e proprio "mare della paura" e i Tatari di Crimea.
Nonostante diversi interventi e misure governative volte a cancellare la pratica della schiavitù nell'Impero ottomano siano state avviate sin dal XIX secolo (es. la formale abolizione della tratta di schiavi caucasici) essa rimase pratica diffusa sino ai primordi del XX secolo. Ancora nel 1908, le donne erano vendute come schiave dai turchi. Ciò anche in ragione del fatto che la schiavitù sessuale giocò sempre un ruolo fondamentale nel costume e nella società ottomana: donne giovanissime e belle - meglio se di estrazione nobile - erano prede ambite da collocare sul mercato come concubine per gli harem di ricchi signori ottomani ma potevano anche essere utilizzate come semplici domestiche per le padrone musulmane.
Nella società ottomana, uno schiavo (in turco kul) poteva raggiungere un alto status sociale. L'esercito privato del sultano ottomano, il c.d. Kapıkulu (del quale facevano parte i famosi giannizzeri), era integralmente composto da schiavi e schiavi del sultano, almeno in origine, furono molti dei grandi statisti dell'Impero, poi affrancati per i loro meriti. Nel proprio palazzo d'Istanbul, il sultano disponeva di una vera e propria scuola che insegnava ai giovani schiavi i segreti della complessa realtà cortigiana ottomana ed inculcava loro la più assoluta fedeltà.

## Storia

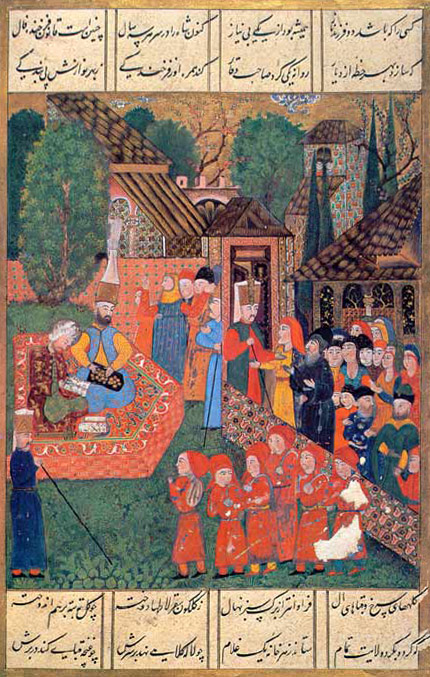
"Tassa di sangue", miniatura ottomana di Matrakçı Nasuh) dal Süleymanname (1558).

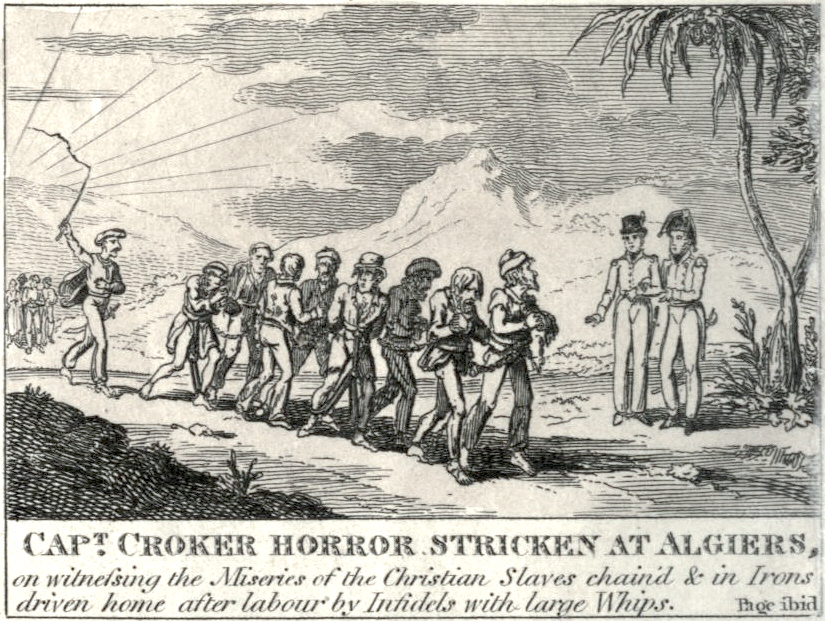
Un capitano della marina britannica contempla con orrore degli schiavi cristiani ad Algeri - ill. 1815.

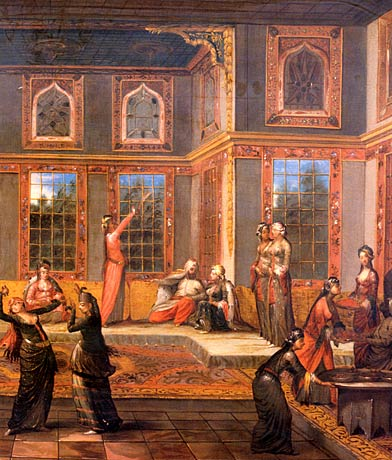
L'harem del sultano ottomano Ahmed III - dip. di Jean-Baptiste van Mour.

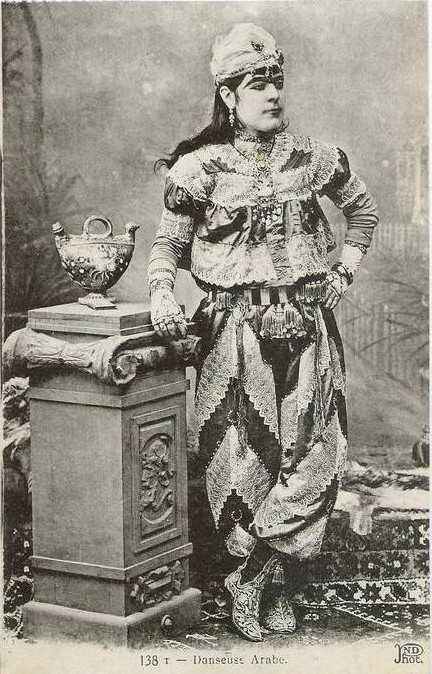
Köçek, schiavo adolescente travestito a scopo omosessuale - fotografia del XIX secolo.

### Origini
Nella seconda metà del XIV secolo, il sultano Murad I risolse di emanciparsi dalla pericolosa dipendenza dalle armate feudali dei suoi vassalli creando un proprio esercito di soldati-schiavi (pratica ampiamente diffusa in Vicino Oriente). Avvalendosi del suo diritto coranico, quale strumento del Profeta, di pretendere la quinta parte del bottino di guerra dell'intero esercito ottomano, l'osmanide istituì il c.d. "Kapıkulu" (lett. "Gli schiavi della Porta"), rifornendolo poi con la pratica del devşirme, la c.d. "raccolta di bambini" presso le popolazioni cristiane sottomesse. Il Kapıkulu venne utilizzato non solo per fornire soldati (la fanteria dei giannizzeri e le c.d. "Sei Divisioni di Cavalleria") ma anche ufficiali e cortigiani.
Al commercio degli schiavi erano deputati specifici mercati, gli Esir/Yesir, presenti in ogni città. Si suppone che il primo mercato ottomano degli schiavi a Costantinopoli sia stato istituito da Maometto II (dopo la conquista della città nel 1453) sul luogo ove sorgeva il mercato degli schiavi bizantino. Secondo la testimonianza cinquecentesca di Nicolas de Nicolay, si trovavano schiavi di ogni età e sesso, nudi ed in bella vista (soprattutto i bambini e le fanciulle) per meglio essere esaminati dai potenziali acquirenti.

### La tratta degli schiavi dalle province europee dell'Impero
La pratica del devscirme divenne presto nota come "tassa di sangue" oltre che come "raccolta di bambini" nelle province balcaniche ed anatoliche sottomesse agli ottomani. I fanciulli, strappati alle loro famiglie e tradotti in appositi campi-scuola per l'addestramento militare e la conversione forzata all'Islam, fornirono al Kapıkulu del sultano sia giannizzeri che funsero da nerbo per l'assalto ottomano all'Europa sia molti degli ufficiali che comandarono le armate osmanidi: su tutti, l'esempio del gran visir Sokollu Mehmed Pascià. Entro il 1609, gli schiavi-soldati del sultano assommavano circa 100 000 unità.
La schiavitù domestica non era diffusa come quella militare. I dati raccolti sulle dimore dei magnati ottomani in Edirne nel periodo 1545-1659 rivelano infatti che su 93 dimore solo 41 avevano schiavi (54 femmine e 86 maschi per un totale di 104 persone), la maggior parte dei quali con nomi musulmani: 134, contro 5 non identificabili e 1 solo nome cristiano (una donna). Alcuni di questi schiavi figurano come addetti ai lavori agricoli. Ne è conseguita la conclusione che il massiccio ricorso degli Ottomani alla schiavitù "militare" sia da considerarsi parte di un sistema che con la stessa si auto-alimentava.
La schiavitù rurale era endemica nel Caucaso e solo nel 1864, quando i Circassi vennero tradotti a forza in Anatolia e Rumelia (v. Genocidio circasso), si diffuse altrove, provocando non pochi problemi sociali che costrinsero all'azione il governo d'Istanbul, a volte anche in favore degli schiavi contro i residenti turchi.
Il Khanato di Crimea, fondamentale alleato degli Osmanidi sul suolo europeo, alimentò una massiccia tratta di schiavi europei verso Costantinopoli ed il resto del Medio oriente sino al principio del XVIII secolo. I tartari praticavano la c.d. "Raccolta della Steppa": spedizioni militari che avevano come unico scopo la razzia di beni e persone (fond. contadini slavi aggiogati nei jasyr) poi tradotti in Crimea. I paesi più interessati dal fenomeno furono l'Impero russo e la Confederazione polacco-lituana con i quali, appunto, il Khanato fu in condizione di guerra semi-perenne sino ai primordi del Settecento. Si stima che oggi il 75% della popolazione della Crimea sia appunto composta da discendenti di schiavi.

### La tratta degli schiavi da parte dei Pirati barbareschi
La c.d. "Tratta barbaresca degli schiavi" garantì lucrosi affari agli Stati barbareschi dell'Africa settentrionale (gli attuali Marocco, Algeria, Tunisia e Libia occidentale), formalmente stati-vassalli degli ottomani con grande autonomia, tra il XVI e il XIX secolo. Gli schiavi europei venivano catturati dai corsari barbareschi in incursioni sulle navi e sulle città costiere d'Italia, Spagna, Portogallo, Francia, Inghilterra, Paesi Bassi e financo dell'Islanda. A causa dell'entità devastante di queste azioni un grande numero di città costiere vennero abbandonate. Si stima che, solamente da parte di schiavisti di Tunisi, Algeri e Tripoli, 1–1.25 milioni di bianchi cristiani europei vennero schiavizzati in Nordafrica dall'inizio del XVI secolo alla metà del XVIII e circa 700 americani vennero fatti prigionieri in questa regione tra il 1785 e il 1815.. Il mercato declinò dopo la sconfitta dei Barbareschi nelle c.d. "Guerre barbaresche" e finì dopo il 1830, quando la Francia colonizzò l'Algeria.

### La tratta degli schiavi africani
Le restrizioni coraniche sulla schiavizzazione di altri musulmani, ebrei e cristiani (la c.d. "Gente del Libro") spinsero i mercanti di schiavi della Penisola araba a fare dell'Africa il loro terreno di caccia elettivo. Gli schiavi africani erano noti come zanj e provenienti, in larga parte, dall'Africa centrale e dalla regione dei grandi laghi. Direttamente catturati dagli schiavisti arabi o loro venduti da tribù locali a seguito di faida, erano tradotti in catene attraverso il deserto fino al Golfo di Aden e da lì smistati verso i mercati di schiavi musulmani. 
Nell'Impero ottomano, gli zanj erano utilizzati come servitù domestica, nelle piantagioni ed anche come schiavi-soldati. Non era loro preclusa la scalata sociale ma, solitamente, occupavano ranghi più bassi rispetto agli schiavi europei o caucasici. 
Un gran numero di zanj provenienti da Sudan, Darfur e Kordofan erano resi eunuchi ed impiegati nell'harem del sultano ad Istanbul sotto la supervisione del c.d. Kizlar Agha, il "Capo degli eunuchi neri", a sua volta un eunuco-zanj. La castrazione di questi schiavi era praticata a monte della loro vendita: l'Islam proibisce l'evirazione di un maschio, perciò tale pratica era rimessa ai mercanti di schiavi, spesso etiopi della Chiesa ortodossa copta, che catturavano fanciulli neri dell'entroterra africano, solitamente di età di otto-nove anni, e li privavano del pene e dei testicoli prima di cederli ai mercanti di schiavi arabi. Il principale centro di smistamento degli zanj gestiti dagli etiopi era il Monastero di Abou Gerbe sul Monte Ghebel Eter: in quella sede, i fanciulli venivano evirati su di un tavolo operatorio, dotati di un catetere di bambù ed immersi fino al collo nella sabbia. Il tasso di sopravvivenza dei malcapitati era del 10%. L'alta richiesta di questi eunuchi completamente evirati, giudicati i migliori, giustificava comunque l'eccidio.
Oggigiorno, diecimila afro-turchi, discendenti degli zanj schiavi degli ottomani, vivono in Turchia. È stata fondata una specifica organizzazione per preservarne la memoria: la Afrikalılar Kültür ve Dayanışma Derneği (it. Società di cultura e solidarietà africana).

### L'Harem ottomano e la schiavitù sessuale
L'harem del sultano ottomano conteneva un elevatissimo numero di schiavi: gli eunuchi zanj che lo controllavano e le concubine, per la stragrande maggioranza schiave di origine cristiana. La favorita del sultano, benché formalmente sua schiava, poteva diventare una delle figure politiche più importanti dell'Impero, sia come consorte dell'autocrate (tu. haseki) in carica sia in quanto madre del sultano regnante (la c.d. valide sultan): es. la famosa Roxelana, per la quale Solimano il Magnifico fece letteralmente delle follie, o Kösem Sultan, consorte del sultano Ahmed I e madre del sultano Murad IV. Esemplare fu poi il periodo della storia ottomana noto appunto come "Sultanato delle donne" durante il quale regine-madri, consorti ed amanti si contesero il potere all'ombra di sultani inetti e lontani dalla vita politica del loro impero.
Stante le particolarità dell'harem sultanale, è però dato certo che il ricorso alle schiave giocava, ancora del XVIII secolo, un ruolo fondamentale nella riproduzione degli ottomani.

L'ordine delle preferenze era per ragazze circasse, siriane o nubiane. Le belle circasse dalla pelle chiara erano solitamente fornite ai turchi dai tartari: il loro costo poteva raggiungere anche le 500 sterline. Seguivano le siriane dalla pelle olivastra con occhi e capelli scuri, apprezzate soprattutto quando giovani e catturate lungo le coste dell'Anatolia, con un valore di anche 30 sterline. Le ragazze africane erano le più economiche: 20 sterline.

Anche i fanciulli procacciati con il devscirme, se belli e sbarbati, potevano essere utilizzati a scopi sessuali: venivano impiegati nei bagni pubblici e nelle caffetterie come massaggiatori (tu. tellak), danzatori-travestiti (tu. köçek) o coppieri (tu. sāqīs).

### Abolizione e declino della schiavitù nell'Impero ottomano
A seguito delle insistenze delle Potenze europee, l'Impero ottomano iniziò, nel corso del XIX secolo, a considerare seriamente la possibilità di abolire la schiavitù. Fondamentale, in questo senso, fu l'insistenza con cui l'Impero russo perorò la causa dei cristiani del Caucaso, da secoli soggetti alle incursioni di ottomani e tartari.

## Prezzi
Uno studio condotto sul mercato ottomano degli schiavi di Creta ha fornito interessanti dettagli su questo bieco commercio.

Il prezzo di uno schiavo era influenzato dall'età, dal colore della sua pelle, dalla sua verginità, ecc. Gli schiavi più costosi erano di età compresa tra 10 e 35 anni, meglio se fanciulle vergini europee di 13-25 anni o adolescenti maschi. Gli schiavi più economici erano i disabili ed i subsahariani. I costi oscillavano conseguentemente tra i 65 ed i 150 esedi guruş, cifre comunque affatto abbordabili: nel 1717, un ragazzino mentalmente disturbato di dodici anni venne venduto per 27 guruş, cifra che a quel tempo avrebbe permesso l'acquisto di 462 kg di carne d'agnello, 933 kg di pane o 1385 litri di latte; nel 1671 una schiava venne pagata 350 guruş cioè più del costo di una casa a due piani con giardino (300 guruş) a La Canea!
Lo stato ottomano aveva ovviamente ben tassato sia l'importazione sia il commercio degli schiavi. Fondamentale era la tassa sultanale, la pençik/penç-yek (lett. "un quinto"), introdotta già nel XIV secolo da Murad I che rivendicava così per sé, in quanto strumento del Profeta, il "quinto" dovuto, secondo il Corano, a Dio, al Profeta ed ai bisognosi. Il Pençik (su cui si basava lo stesso devscirme) poteva essere riscosso in moneta o direttamente in esseri umani. Le tasse sugli schiavi non valevano però per i prigionieri di guerra, considerati a pieno titolo bottino esentasse per soldati ed ufficiali.
La caccia agli schiavi fuggiaschi era affidata ad appositi professionisti, gli yavacis, che pagavano una taglia per ogni informazione giunta dai privati cittadini relativamente a degli schiavi in fuga. Gli yavacis avrebbero poi ricaricato i costi dei loro informatori sul proprietario a cui veniva riportato lo schiavo.